# سیارک ۴۰۰۵
سیارک ۴۰۰۵ (به انگلیسی: 4005 Dyagilev، نامگذاری:1972TC2) چهار هزار و پنجمین سیارک کشف شده‌است که در ۸ اکتبر ۱۹۷۲ کشف شد.
قدر مطلق سیارک برابر ۱۲٫۷۰ است.